# 2017年安徽高速連環撞事故
2017年安徽高速連環撞事故是一起发生于2017年11月的中国交通事故，共造成18死21伤。

## 经过
2017年11月15日，安徽省阜陽市境內的滁新高速公路，往合肥方向2公里處發生重大汽車連環追撞意外，約有30輛大小貨車和客車撞成一團，造成18人死亡，21人受傷，其中有11人傷勢嚴重。
2018年9月21日，安徽省安全监管局公布该事故的相关处理结果，将该事故定性为“较大道路交通责任事故”，认定事故起因是突发团雾，7人被追究刑事责任，多名政府官员受到政府处分。